# Cross Fell
Le Cross Fell est un sommet du Royaume-Uni, point culminant des Pennines et second sommet d'Angleterre après le Scafell Pike dans le Lake District. Le vent de Helm, un fort vent du nord-est, déferle souvent sur sa pente sud-ouest.